# Alan Rickman
Alan Sidney Patrick Rickman (21 tháng 2 năm 1946 – 14 tháng 1 năm 2016) là một diễn viên và đạo diễn người Anh. Được biết đến với chất giọng trầm, uể oải, ông được đào tạo tại Học viện Kịch nghệ Hoàng gia ở London và trở thành thành viên của Royal Shakespeare Company (RSC), biểu diễn trong các tác phẩm sân khấu hiện đại và cổ điển. Ông đóng vai Vicomte de Valmont trong vở kịch Les Liaisons Dangereuses của RSC năm 1985, và sau khi bộ phim chuyển sang West End năm 1986 và Broadway năm 1987, ông được đề cử giải Tony.
Vai diễn điện ảnh đầu tiên của Rickman đến khi anh được chọn vào vai thủ lĩnh khủng bố người Đức Hans Gruber trong Die Hard (1988). Ông xuất hiện với vai Cảnh sát trưởng Nottingham trong Robin Hood: Prince of Thieves (1991), nhờ đó ông đã nhận được Giải BAFTA cho Nam diễn viên chính xuất sắc nhất trong một vai phụ. Ông được giới phê bình chú ý nhờ các vai chính trong Truly, Madly, Deeply (1991) và An Awesome Big Adventure (1995) trước khi được đánh giá cao với các vai phụ như Đại tá Brandon trong Sense and Sensibility (1995) và Eamon DeValera trong Michael Collins (1996). Anh cũng được biết đến với các vai diễn hài hước trong Dogma (1999), Galaxy Quest (1999) và The Hitchhiker's Guide to the Galaxy (2005). Rickman nổi tiếng quốc tế nhờ vai diễn Severus Snape trong loạt phim Harry Potter (2001–2011). Trong thời gian này, ông cũng tham gia diễn xuất trong Love Actually (2003), Sweeney Todd: The Demon Barber of Fleet Street (2007), và Alice in Wonderland (2010). Các vai diễn điện ảnh cuối cùng của ông là Eye in the Sky (2015) và Alice Through the Looking Glass (2016).
Rickman lần đầu tiên diễn xuất trên truyền hình với vai Tybalt trong Romeo và Juliet (1978) như một phần của loạt phim Shakespeare của BBC. Vai diễn đột phá của ông là Obadiah Slope trong bộ phim chuyển thể từ The Barchester Chronicles (1982) trên đài truyền hình BBC. Sau đó ông đóng vai chính trong các bộ phim truyền hình, đóng vai nhân vật chính trong Rasputin: Dark Servant of Destiny (1996), bộ phim đã mang về cho ông giải Quả cầu vàng, giải Emmy và giải của Hội diễn viên màn ảnh, và Alfred Blalock trong Something the Lord Made (2004). Rickman qua đời vì ung thư tuyến tụy vào ngày 14 tháng 1 năm 2016 ở tuổi 69.

## Tiểu sử
Rickman sinh ra ở Nam Hammersmith, Luân Đôn, Anh, trong 1 gia đình công nhân và là con trai của bà Margaret Doreen Rose (Bartlett) và ông Bernard Rickman. Cha của ông là một người Ai Len theo đạo Công giáo và mẹ ông là một người xứ Wales theo Phong trào Giám lý. Gia đình ông có bốn người con bao gồm người anh cả David (sinh năm 1944) làm thiết kế đồ họa, một người em trai Michael (sinh năm 1947) làm huấn luyện viên quần vợt và người em gái út Sheila (sinh năm 1950).
Bố của ông mất năm ông 8 tuổi, để lại người mẹ đơn thân cùng 4 đứa con. Bà ấy tái hôn nhưng lại ly dị sau 3 năm. Ông rất giỏi về thư pháp và vẽ tranh bằng màu nước. Ông tỏ ra là 1 người đam mê nghệ thuật khi tốt nghiệp tại trường Đại Học Nghệ thuật Hoàng Gia Anh và mơ ước trở thành 1 nghệ sĩ vẽ minh họa. Năm 26 tuổi, Alan giành được 1 giải thưởng Royal Academy of Dramatic Art nơi ông đã làm ở đó trong 3 năm. Sau đó, Alan bắt đầu tham gia đóng kịch và tỏ ra là diễn viên triển vọng. Và khán giả trên thế giới bắt đầu biết đến cái tên Alan Rickman qua một trong những bộ phim hành động xuất sắc nhất của thập niên 90 và mọi thời đại, đó là Die Hard – Đương đầu với thử thách cùng siêu sao Bruce Willis.

## Đời tư
Trước khi qua đời, ông đã tiết lộ rằng ông đã kết hôn với người yêu thời thơ ấu là bà Rima Horton (một ủy viên hội đồng Đảng Lao động) tại một đám cưới bí mật ở New York, Hoa Kỳ vào năm 2012. Họ gặp nhau từ năm 18 tuổi và đã sống chung với nhau từ năm 1977.

## Qua đời
Ngày 14/1/2016, gia đình của Alan đã thông báo rằng ông đã qua đời ở tuổi 69 tại Luân Đôn, sau một thời gian chống chọi với bệnh ung thư.
Trong tháng 8 năm 2015, Rickman đã trải qua một cơn đột quỵ nhỏ, dẫn đến việc chẩn đoán ung thư tuyến tụy. Ông đã che giấu sự thật rằng ông mắc bệnh nan y với tất cả mọi người, trừ những người thân cận nhất. Ngày 14 tháng 1 năm 2016, Alan qua đời tại một bệnh viện ở London trong vòng tay yêu thương của bạn bè và người thân. Ngay sau đó, các fan của Alan đã tạo ra một đài tưởng niệm bên dưới "Platform 9¾" (Sân ga 9¾ - một địa điểm đặc trưng cho loạt phim Harry Potter) tại ga đường sắt London King's Cross.
Quà biếu tặng Alan từ những bạn cùng diễn và đồng nghiệp của ông đã xuất hiện trên những phương tiện truyền thông sau tin này. Và vì căn bệnh ung thư được Alan giấu kín không cho giới truyền thông, các fan và công chúng biết đến, một số người từng cùng ông tham gia loạt phim Ralph Fiennes (thủ vai Chúa tể Voldemort) "không thể tin rằng ông đã biến mất", hay Jason Issacs "tránh né khỏi sự thật đau lòng" - bày tỏ sự bất ngờ và đáng tiếc của họ. Tác giả bộ truyện Harry Potter - J. K. Rowling coi Alan là "một diễn viên đầy ý nghĩa và tuyệt vời". Emma Watson (thủ vai Hermione) viết, "Tôi cảm thấy thật sự may mắn khi đã làm việc và dành thời gian cho người đàn ông và là một diễn viên tuyệt vời này. Tôi thật sự sẽ rất nhớ những cuộc trò chuyện của chúng tôi". Daniel Radcliffe (thủ vai Harry Potter) thật sự cảm kích tấm lòng chân thành và ủng hộ hết mình của ông, "Tôi chắc rằng bác ấy đã từng đến và chứng kiến tất cả những gì tôi đã làm trên sân khấu tại London và New York. Bác ấy chẳng cần phải làm như vậy. Evanna Lynch (thủ vai Luna Lovegood) chia sẻ rằng cô đã từng rất sợ va vào Alan trong vai Snape, nhưng thực chất ông lại là một người vô cùng tốt bụng và hào phóng khi không diễn vai ấy. Rupert Grint (thủ vai Ron) cũng chia sẻ rằng "Mặc dù bác ấy đã ra đi nhưng tôi vẫn sẽ luôn nghe thấy giọng nói của bác".
Kate Winslet ghi nhớ lại những hình ảnh ấm áp và độ lượng của Alan. Helen Mirren nói rằng giọng nói của Alan "ngọt ngào như mật ong và cũng sắc sảo như một lưỡi dao sâu kín".

## Những bộ phim đã tham gia

### Điện ảnh
| Năm  | Tiêu đề                                        | Vai diễn                        | Ghi chú                                 | Nguồn  |
| ---- | ---------------------------------------------- | ------------------------------- | --------------------------------------- | ------ |
| 1988 | Die Hard                                       | Hans Gruber                     |                                         | [ 1 ]  |
| 1989 | The January Man                                | Ed                              |                                         | [ 2 ]  |
| 1990 | Quigley Down Under                             | Elliot Marston                  |                                         | [ 3 ]  |
| 1991 | Truly, Madly, Deeply                           | Jamie                           |                                         | [ 4 ]  |
| 1991 | Closet Land                                    | Interrogator                    |                                         | [ 5 ]  |
| 1991 | Robin Hood: Prince of Thieves                  | Sheriff of Nottingham           |                                         | [ 4 ]  |
| 1991 | Close My Eyes                                  | Sinclair / Natalie's husband    |                                         | [ 6 ]  |
| 1992 | Bob Roberts                                    | Lukas Hart III                  |                                         | [ 7 ]  |
| 1994 | Mesmer                                         | Franz Anton Mesmer              |                                         | [ 8 ]  |
| 1995 | An Awfully Big Adventure                       | P. L. O'Hara                    |                                         | [ 9 ]  |
| 1995 | Sense and Sensibility                          | Colonel Brandon                 |                                         | [ 4 ]  |
| 1996 | Michael Collins                                | Éamon de Valera                 |                                         |        |
| 1997 | The Winter Guest                               | Man in street                   | Uncredited; also director and co-writer |        |
| 1998 | Judas Kiss                                     | Detective David Friedman        |                                         |        |
| 1998 | Dark Harbor                                    | David Weinberg                  |                                         |        |
| 1999 | Dogma                                          | Metatron                        |                                         | [ 4 ]  |
| 1999 | Galaxy Quest                                   | Alexander Dane                  |                                         | [ 4 ]  |
| 2000 | Help! I'm a Fish                               | Joe                             | Voice                                   |        |
| 2001 | Blow Dry                                       | Phil Allen                      |                                         |        |
| 2001 | Play                                           | Man                             |                                         |        |
| 2001 | The Search for John Gissing                    | John Gissing                    |                                         |        |
| 2001 | Harry Potter and the Philosopher's Stone       | Giáo sư Severus Snape           |                                         |        |
| 2002 | Harry Potter and the Chamber of Secrets        | Giáo sư Severus Snape           |                                         |        |
| 2003 | Love Actually                                  | Harry                           |                                         | [ 4 ]  |
| 2004 | Harry Potter and the Prisoner of Azkaban       | Giáo sư Severus Snape           |                                         |        |
| 2004 | Something the Lord Made                        | Dr. Alfred Blalock              |                                         |        |
| 2005 | Harry Potter and the Goblet of Fire            | Giáo sư Severus Snape           |                                         |        |
| 2005 | The Hitchhiker's Guide to the Galaxy           | Marvin the Paranoid Android     | Voice                                   |        |
| 2006 | Snow Cake                                      | Alex Hughes                     |                                         | [ 10 ] |
| 2006 | Perfume: The Story of a Murderer               | Richis                          |                                         | [ 10 ] |
| 2007 | Nobel Son                                      | Eli Michaelson                  |                                         |        |
| 2007 | Harry Potter and the Order of the Phoenix      | Giáo sư Severus Snape           |                                         |        |
| 2007 | Sweeney Todd: The Demon Barber of Fleet Street | Judge Turpin                    |                                         | [ 4 ]  |
| 2008 | Bottle Shock                                   | Steven Spurrier                 |                                         |        |
| 2009 | Harry Potter and the Half-Blood Prince         | Giáo sư Severus Snape           |                                         |        |
| 2010 | Harry Potter and the Deathly Hallows – Part 1  | Giáo sư Severus Snape           |                                         |        |
| 2010 | Alice in Wonderland                            | Absolem The Caterpillar         | Voice                                   |        |
| 2010 | The Wildest Dream                              | Noel Odell                      | Voice, Documentary                      |        |
| 2011 | Portraits in Dramatic Time                     | Himself                         |                                         |        |
| 2011 | Harry Potter and the Deathly Hallows – Part 2  | Giáo sư Severus Snape           |                                         |        |
| 2011 | The Boy in the Bubble                          | Narrator                        | Voice, Short film                       |        |
| 2012 | Gambit                                         | Lord Shahbandar                 |                                         |        |
| 2013 | The Butler                                     | Ronald Reagan                   |                                         | [ 10 ] |
| 2013 | A Promise                                      | Karl Hoffmeister                |                                         |        |
| 2013 | Dust                                           | Todd                            | Short Film                              |        |
| 2013 | CBGB                                           | Hilly Kristal                   |                                         |        |
| 2014 | A Little Chaos                                 | Vua Louis XIV                   | Also director and co-writer             |        |
| 2015 | Eye in the Sky                                 | Lieutenant General Frank Benson |                                         | [ 10 ] |
| 2016 | Alice Through the Looking Glass                | Absolem The Caterpillar         | Voice, posthumous release               |        |

### Truyền hình
| Năm  | Tiêu đề                              | Vai diễn              | Ghi chú                              | Nguồn  |
| ---- | ------------------------------------ | --------------------- | ------------------------------------ | ------ |
| 1978 | Romeo and Juliet                     | Tybalt                | BBC Television Shakespeare           |        |
| 1980 | Thérèse Raquin                       | Vidal                 | 3 episodes                           |        |
| 1980 | Shelley                              | Clive                 | Episode: "Nowt So Queer"             |        |
| 1982 | Busted                               | Simon                 | Television film                      |        |
| 1982 | Smiley's People                      | Mr Brownlow           | 1 episode                            |        |
| 1982 | The Barchester Chronicles            | Obadiah Slope         | 5 episodes                           |        |
| 1985 | Summer Season                        | Croop                 | Episode: "Pity in History"           |        |
| 1985 | Girls on Top                         | Dmitri / RADA         | 3 episodes                           |        |
| 1989 | Revolutionary Witness                | Jacques Roux          | Television short                     |        |
| 1989 | ScreenPlay                           | Israel Yates          | Episode: "The Spirit of Man"         |        |
| 1993 | Fallen Angels                        | Dwight Billings       | Episode: "Murder, Obliquely"         |        |
| 1996 | Rasputin: Dark Servant of Destiny    | Grigori Rasputin      | Television film                      | [ 11 ] |
| 2000 | Victoria Wood with All the Trimmings | Captain George Fallon | Sketch: Plots and Proposals          |        |
| 2002 | King of the Hill                     | King Philip           | Voice, Episode: "Joust Like a Woman" |        |
| 2004 | Something the Lord Made              | Dr. Alfred Blalock    | Television film                      | [ 11 ] |
| 2010 | The Song of Lunch                    | He                    |                                      |        |